# Buldogue-campeiro
O buldogue-campeiro é uma raça canina originária do Brasil e que descende de antigos cães do tipo buldogue. O buldogue-campeiro tornou-se um cão de trabalho adaptado às condições regionais. Foi selecionado na lida com o gado por peões nas regiões sul e centro-oste do Brasil.
Este cão já foi desenvolvido no sul do Brasil capturando e dominando o gado ou suíno que havia se desgarrado do grupo ou os mais ariscos e mais tarde chegou ao Estado do Mato Grosso do Sul até o fim da década de 60, onde desempenhava largamente o papel de cão boiadeiro em fazendas e em matadouros.
Na década de 70 esteve em via de extinção devido à introdução e popularização de novas raças ao país, e novas leis e medidas sanitárias para matadouros (e sua aplicação mais efetiva), mas voltou a ter expressividade após um duro trabalho de resgate liderado pelo cinófilo Ralf Schein Bender, dono do canil Cãodomínio de Taquara - RS.
O buldogue campeiro possui forte relação com o Buldogue serrano.

## Origem
Há teorias quanto à origem genética e histórica do Buldogue campeiroː A teoria mais difundida considera a possibilidade de que o Buldogue Campeiro tenha originado-se de Antigos Bulldogs ingleses (extintos), trazidos ao Brasil por imigrantes europeus por volta do século XIX e que foram cruzados com os cães locais; Outra teoria pouco difundida, relata que o Buldogue campeiro pode ser na verdade um remanescente do Cão de Fila da Terceira do tipo "Bull".

### 1ª teoria - Antigo buldogue inglês

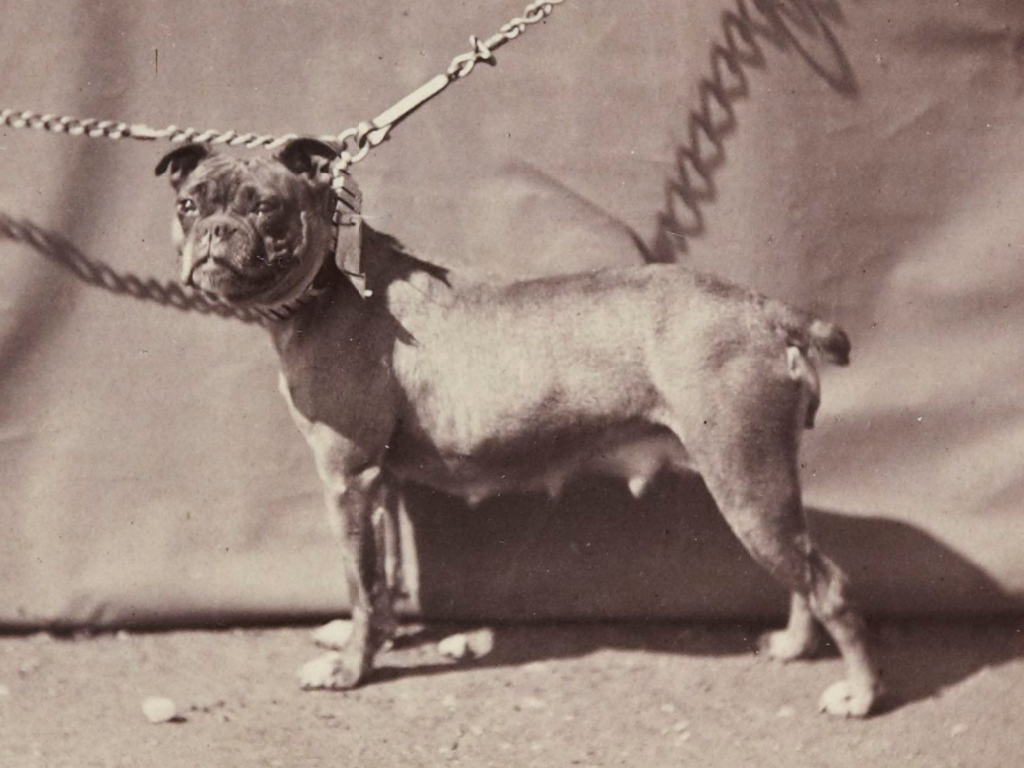
Antigo buldogue inglês. Paris, 1863.

O antigo buldogue inglês foi bastante popular, encontrado em boa parte da Europa Ocidental durante a segunda metade do século XIX, ao ponto de em estados como o Vaticano existir legislação própria para regulamentar o trânsito desse tipo de animal em vias públicas.
Simultaneamente, despertava em setores abastados da sociedade europeia o interesse no desenvolvimento sério da criação e conformação de várias raças distintas para trabalho ou exposição: muitas derivadas do antigo buldogue inglês, como o buldogue inglês moderno e o bull terrier.
No Brasil a imigração europeia (alemães, italianos, poloneses, etc.), que foi incentivada em vários momentos durante o início do século XIX e meado do século XX, trouxe além de seres humanos, muitos animais, dentre estes, cães, certamente muitos do tipo buldogue, como o próprio antigo buldogue inglês.
Ao passo que nesta época, na Europa, com algumas exceções, a orientação em busca da padronização da maior parte das raças pautava-se principalmente na beleza, já os animais trazidos para o novo mundo tinham que provar na labuta diária sua eficiência e excelência física, além do ótimo temperamento que deveriam conservar e desenvolver, sendo portanto selecionados e procriados de maneiras diversas, gerando raças distintas daquelas que surgiam na Europa na mesma época.
Assim, esse tipo de cachorro buldogue em terras brasileiras se preservou, sobretudo, graças ao seu talento para a guarda e o trabalho com gado.

### 2ª teoria - Cão de fila da terceira

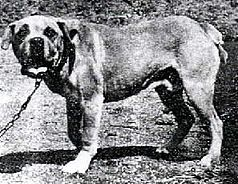
Cão de fila da terceira do "tipo Bull"

O Cão de Fila da Terceira foi uma raça de cães portuguesa, originária da Ilha Terceira. Estes cães eram resultado do cruzamento entre o Mastim espanhol, Mastim português e o antigo Dogue de bordeaux (diferente do atual). E posteriormente, no século XVII, recebeu inserção do Antigo bulldog inglês, originando a variedade " tipo Bull" com tamanho reduzido em comparação ao "tipo Mastim" (sem inserção de bulldog), e com a característica cauda torta. Este cão foi trazido ao Brasil com a grande imigração de portugueses em decorrência da vinda(fuga) da corte para terras brasileiras.
Sua variedade "tipo Mastim" (mais próxima da forma original), cruzado com Bloodhound deu origem ao Fila brasileiro. Então acredita-se que a variedade "tipo Bull" tenha dado origem ao Buldogue campeiro, ou pelo menos participado na sua formação.

## História
O buldogue campeiro foi utilizado para a lidar com o gado. Os melhores cães para o trabalho de submeter bois e porcos eram os mais apreciados, e também aqueles que sabiam guardar a carroça e o cavalo do tropeiro enquanto este descansava. A raça conservou os traços funcionais de seu provável antecestral, o antigo buldogue inglês, podendo arrastar porcos pelas orelhas até o local do abate ou podendo dominar sozinho um boi arisco de até 400 kg. Esta aptidão foi muito utilizada em antigos abatedouros da região sul e da região onde hoje é o Estado do Mato Grosso do Sul. Nestes estabelecimentos, foram utilizados para subjugar gado e porcos no momento do abate. Porém novas  medidas da vigilância sanitária impediram o uso de cães nestes estabelecimentos. Desta forma os buldogues campeiros tiveram seu uso cada vez menor. Isto somado a popularidade de raças estrangeiras que chegavam ao Brasil, levaram o Buldogue campeiro à quase extinção.

## Resgate da raça
Ainda na juventude o cinófilo Ralf Schein Bender apaixonou-se pela bravura dos cães, até então chamados de Burdogas. Seu desejo de possuir um cão deste tipo o fez perceber a extrema escassez da raça. No final da década de 1970, percebendo que este cão estava em via de extinção, Ralf Bender começou um trabalho de resgate destes cães. Em 1977, ele adquiriu uma fêmea e percorreu todo o Rio Grande do Sul reunindo os últimos exemplares da raça e começou a cruzá-los. Seu trabalho veio a ser concretizado em 2001 quando a CBKC (Confederação Brasileira de Cinofilia) passou a reconhecer oficialmente a raça, já com o nome de  Buldogue Campeiro.

## Aparência

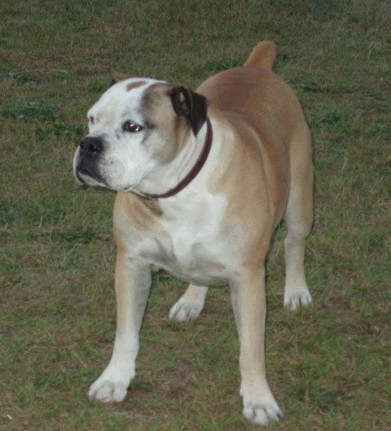
Buldogue campeiro

Cão de compleição média, muito forte e ligeiramente pesado para sua altura (atarracado). De constituição larga e formato de corpo quase quadrado, o Buldogue Campeiro é musculoso, apresenta ossos fortes e uma cabeça tipicamente larga. Focinho curto (devendo ter {\displaystyle 1/3} do comprimento do crânio), orelhas pequenas, pendentes, inseridas altas na cabeça o mais separadas possível entre si, as voltadas para trás também são aceitas. Cauda preferencialmente curta e torta. Pelo liso, curto, e todas as cores são aceitas - Há cães inteiramente brancos, mas deve ter as mucosas e as pálpebras bem pigmentadas, para que isto não o desfavoreça quando utilizado para o trabalho.

### Peso
Machos entre 35 e 45 kg e fêmeas entre 30 e 40 kg, aproximadamente.

### Altura
Machos em torno de 53 cm e fêmeas 51 cm na autura da cernelha.

## Temperamento
Destaca-se pela fidelidade ao dono, facilidade de adaptação e principalmente pela afetuosidade com crianças. Sua rusticidade e coragem o tornam ótimo guardião.
Pelo seu amor às pessoas de sua convivência, pode ser um pouco ciumento.
Desconfiado com estranhos, tranquilo, é conhecido por não latir sem necessidade. Necessita de algum exercício diário, se não utilizado diretamente na lida com gado ou outro tipo de trabalho, aliás a lida rural é uma função em que tem excelente destaque.

## Saúde
O buldogue campeiro é uma raça rústica, e, apesar de alguns exemplares apresentarem displasia coxofemural severa, poucos são os que apresentam algum tipo de incômodo por serem portadores desta condição. Até há pouquíssimo tempo, a presença da displasia não era sequer notada por muitos criadores e proprietários, que só vieram a começar o controle desta doença, que pode ser genética ou devida a falta do manejo adequado dos filhotes,  após a incrível constatação de que esta doença que afeta a tantas raças, não era rara ou incomum no Buldogue Campeiro. Exceto por isto, que no buldogue campeiro nem mesmo chega a ser um problema, não há outras doenças específicas do buldogue campeiro que o acometam em larga escala. Recomenda-se a prevenção de parasitas externos e internos através da vermifugamento e de doenças infecto-contagiosas através da vacinação.

## Cores exóticas
Algumas pelagens com cores exóticas têm surgido recentemente na raça e se tornaram bastante populares e comerciais. A pelagem azul é uma destas cores exóticas, e surgiu no Buldogue campeiro à partir da inserção da raça americana Olde English Bulldogge. A busca por esta pelagem por meio de determinados acasalamentos deve ser cuidadosa, devido a saúde dos exemplares e a maior concentração de sangue estrangeiro na raça.